# Рецов
Рецов (њем. Retzow) општина је у њемачкој савезној држави Бранденбург. Једно је од 26 општинских средишта округа Хафеланд. Према процјени из 2010. у општини је живјело 571 становника. Посједује регионалну шифру (AGS) 12063256.

## Географски и демографски подаци
Рецов се налази у савезној држави Бранденбург у округу Хафеланд. Општина се налази на надморској висини од 39 метара. Површина општине износи 14,7 km². У самом мјесту је, према процјени из 2010. године, живјело 571 становника. Просјечна густина становништва износи 39 становника/km².